# Molophilus (Molophilus) kallemuelleri
Molophilus (Molophilus) kallemuelleri is een tweevleugelige uit de familie steltmuggen (Limoniidae). De soort komt voor in het Palearctisch gebied.